# Guécélard

Guécélard este o comună în departamentul Sarthe, Franța. În 2009 avea o populație de 2,716 de locuitori.